# Divadlo Inspirace
Divadlo Inspirace je komorní scéna studentů Hudební a taneční fakulty Akademie múzických umění (HAMU). Nachází se v budově Lichtenštejnského paláce na Malostranském náměstí v Praze 1 na Malé Straně. 
V nedávné době bylo nově zrekonstruováno a uvádí komorní představení studentů HAMU z oborů hudebních – opera a jazz i divadelních – nonverbální divadlo.

## Popis
Divadlo Inspirace je scénický ateliér v němž studenti HAMU nabízejí koncerty, a operní, pantomimická, taneční a divadelní představení. Kapacita sálu je 50 osob.